# Sarmaten

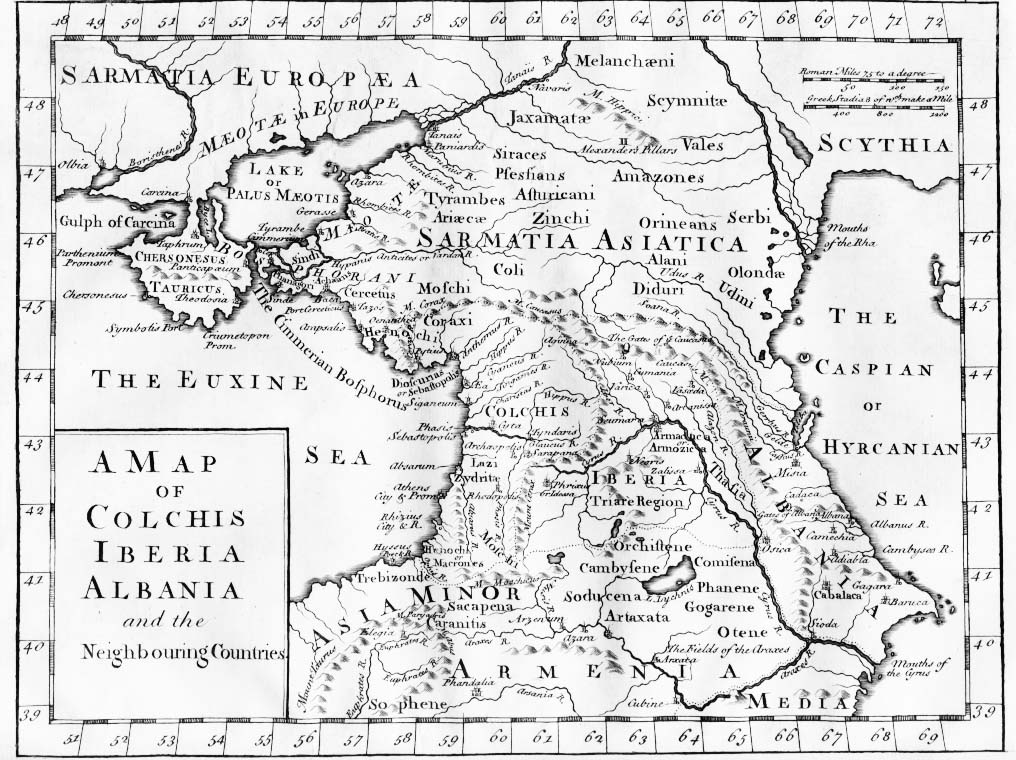
18e-eeuwse reconstructie van de situatie in de klassieke oudheid

De Sarmaten waren een perzischstalig nomadenvolk, dat tussen ca. 300 v.Chr. en ca. 270 n.Chr. de steppen ten noorden van de Zwarte Zee beheerste.
Oorspronkelijk hadden ze meer naar het oosten gewoond, maar tegen 300 v.Chr. verdreven of onderwierpen zij de Scythen en vestigden zij zich in hun gebied. Op de Krim dreven de Sarmaten handel met de Grieken en Romeinen.
Enkele Sarmatische stammen, zoals de Jazygen, trokken aan het begin van onze jaartelling nog verder naar het westen, naar de Grote Hongaarse Laagvlakte. Deze stammen vochten tijdens de oorlog van 165 tot 180 samen met de Marcomannen en Quaden tegen de Romeinse legioenen van keizer Marcus Aurelius.
De Sarmaten in de steppen tussen Dnjestr en Don hebben waarschijnlijk lange tijd geheerst over de ten noorden van hen wonende voorouders van de Slaven, hetgeen het vrij grote aantal Iraanse leenwoorden in de Slavische talen zou verklaren. Zij werden omstreeks 270 onderworpen door de vanuit het latere Pommerellen, West-Pruisen en Danzig naar het zuiden trekkende Goten. De Sarmaten werden toen een soort vazallen van de Ostrogoten. Toen de Hunnen in 376 het Ostrogotische rijk verwoesten, werden de Sarmaten hun vazallen. Een groep Sarmaten, Alanen genaamd, trok toen naar het westen en belandde uiteindelijk in Noordwest-Spanje, waar ze onderhorig werden aan de Visigoten. De andere Sarmaten zijn waarschijnlijk opgegaan in de Turkstalige steppenvolkeren die vanaf 376 de Zuid-Russische steppen bewoonden.